# Петар Божић
Петар Божић (Београд, 6. децембар 1978) бивши је српски кошаркаш, а садашњи кошаркашки тренер. Тренутно је тренер Лондон лајонса.

## Играчка каријера
Прве озбиљније кошаркашке кораке је направио у КК Кошава. Потом је био члан Звездаре, Миријева, Беобанке, Радничког а први ангажман ван Београда је имао 2001. године, када прелази у вршачки Хемофарм.
У августу 2004. прелази у Партизан. У екипи Партизана је провео наредних осам сезона током којих је освојио осам титула првака државе, пет титула Јадранске лиге, пет трофеја Купа Радивоја Кораћа и играо један фајнал-фор Евролиге у сезони 2009/10. Након одласка Дејана Милојевића 2006. године, Божић је постао капитен црно-белих, и на тој позицији је био до краја свог боравка у клубу.
Петар Божић је 7. јануара 2011. постао играч са највише одиграних утакмица у историји КК Партизан. Он је рекорд оборио у 14. колу Јадранске лиге у сезони 2010/11. на мечу против подгоричке Будућности када је одиграо 387. меч чиме је имао један меч више од претходног рекордера Миленка Савовића (386). Божић је до краја свог боравка у Партизану увећао тај рекорд, одигравши укупно 471 утакмицу у црно-белом дресу. Божићев рекорд је оборио Новица Величковић, 18. јануара 2020. године.
Божић је у октобру 2012. потписао за Металац из Ваљева. Није успео да се избори за већу минутажу па је већ у јануару 2013. дошло до споразумног раскида уговора. Божић је као играч Металца у Кошаркашкој лиги Србије просечно постизао 3 поена, уз 2,3 асистенције, 1,6 украдених лопти и 1,2 скокова.

## Тренерска каријера
Крајем јануара 2013. почиње тренерску каријеру, и постаје помоћник Душку Вујошевићу у Партизану. Током лета 2015, након одласка Вујошевића, Божић је постављен за првог тренера Партизана. У стручном штабу Партизана били су и његови дугогодишњи саиграчи Душан Кецман и Вуле Авдаловић. Божић је са Партизаном након 18. кола такмичарске 2015/16. у Јадранској лиги био на зачељу табеле са скором од 6 победа и 12 пораза. Због тога је 5. јануара 2016. добио отказ а на његово место је постављен Александар Џикић.
У октобру 2017. је постављен за помоћног тренера Остин спарса. Божић је на том месту представљен заједно са Мичом Џонсоном и Џејмсом Синглтоном, док је главни тренер тима који се такмичи у Развојној лиги Блејк Ејхерн. Са овим клубом је освојио НБА развојну лигу у сезони 2017/18. Четири сезоне је био помоћни тренер у Остин спарсима након чега је у септембру 2021. постављен за главног тренера.

## Трофеји

### Партизан (као играч)
- Првенство Србије и Црне Горе (2) : 2004/05, 2005/06.
- Првенство Србије (6) : 2006/07, 2007/08, 2008/09, 2009/10, 2010/11, 2011/12.
- Куп Радивоја Кораћа (5) : 2007/08, 2008/09, 2009/10, 2010/11, 2011/12.
- Јадранска лига (5) : 2006/07, 2007/08, 2008/09, 2009/10, 2010/11.
- Евролига : фајнал-фор 2009/10.

### Партизан (као помоћни тренер)
- Првенство Србије (2) : 2012/13, 2013/14.
- Јадранска лига (1) : 2012/13.

### Остин спарси (као помоћни тренер)
- НБА развојна лига (1) : 2017/18.